# ناحیه مشرع الصفاء
ناحیه مشرع الصفاء (به عربی: دائرة مشرع الصفاء) یک ناحیه در الجزایر است که در استان تیارت واقع شده‌است.